# Anisopodus bellus
Anisopodus bellus là một loài bọ cánh cứng trong họ Cerambycidae.